# Итатское сельское поселение
Ита́тское се́льское поселе́ние — муниципальное образование (сельское поселение) в Томском районе Томской области, Россия. Поселение включает в свой состав 5 населённых пунктов. Центр — село Итатка. Население — 2163 человека (по данным на 1 августа 2012 года).

## История
История Итатского сельского поселения начинается в 1953 году, когда был образован Итатский сельский комитет в результате объединения трёх сельсоветов: Ольговского, Борковского и Верхне-Соколинского. Комитет входил в состав Туганского района Томской области. В 1962 году, после расформирования Туганского района, Итатка и сельсовет вошли в состав Томского района. В 1964 году Итатка получила статус рабочего посёлка, а сельсовет был преобразован в поссовет, из состава которого в том же году были выделены несколько населённых пунктов и переданы Александровскому сельсовету. В 1992 году функции исполкома были переданы администрации (взамен ликвидированного исполкома). В следующем году был ликвидирован и сельсовет, а его функции также перешли к администрации. Затем, в 1997 году, был образован Итатский сельский округ. И, наконец, в результате преобразования системы местного самоуправления, указом от 12 ноября 2004 года было образовано Итатское сельское поселение.
В селе Томское ранее размещалась военная часть РВСН с военным городком, затем был танковый полигон, ныне часть расформирована, городок заброшен.

## Население
| 2002  | 2008  | 2009  | 2010  | 2011  | 2012  | 2013  | 2014  | 2015  |
| ----- | ----- | ----- | ----- | ----- | ----- | ----- | ----- | ----- |
| 2428  | ↘2103 | ↗2117 | ↗2199 | ↗2205 | ↘2163 | ↘2151 | ↘2111 | ↗2126 |
| 2016  | 2017  | 2018  | 2019  | 2020  | 2021  |       |       |       |
| ↘2109 | ↗2151 | ↘2113 | ↘2081 | ↘2057 | ↗2123 |       |       |       |

## Населённые пункты и власть
| Населённый пункт | Население (01.08.2012) |
| ---------------- | ---------------------- |
| с. Итатка        | 1350                   |
| пос. Каракозово  | 1                      |
| с. Томское       | 806                    |
| п. Южный         | 0                      |
| п. Чёрная речка  | 6                      |
| ж.д. 135 км      | 0 (не сущ-ет как НП)   |
| ж.д. 149 км      | 0 (не сущ-ет как НП)   |

Глава сельского поселения — Бебек Василий Юрьевич. Председатель Совета — Демиденко Наталья Георгиевна.